# Hartmut Schmidt (Komponist)

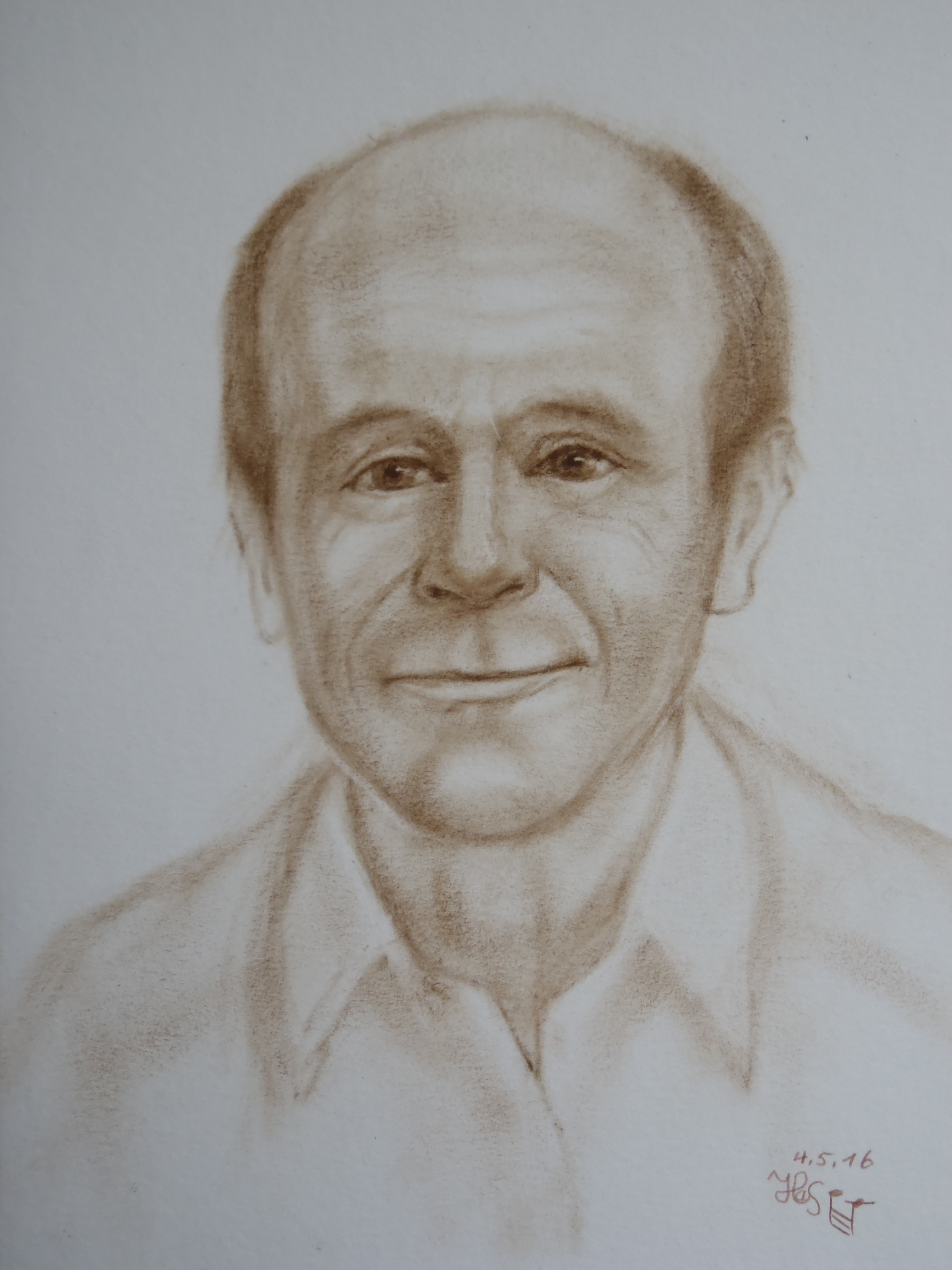
Hartmut Schmidt, Selbstporträt

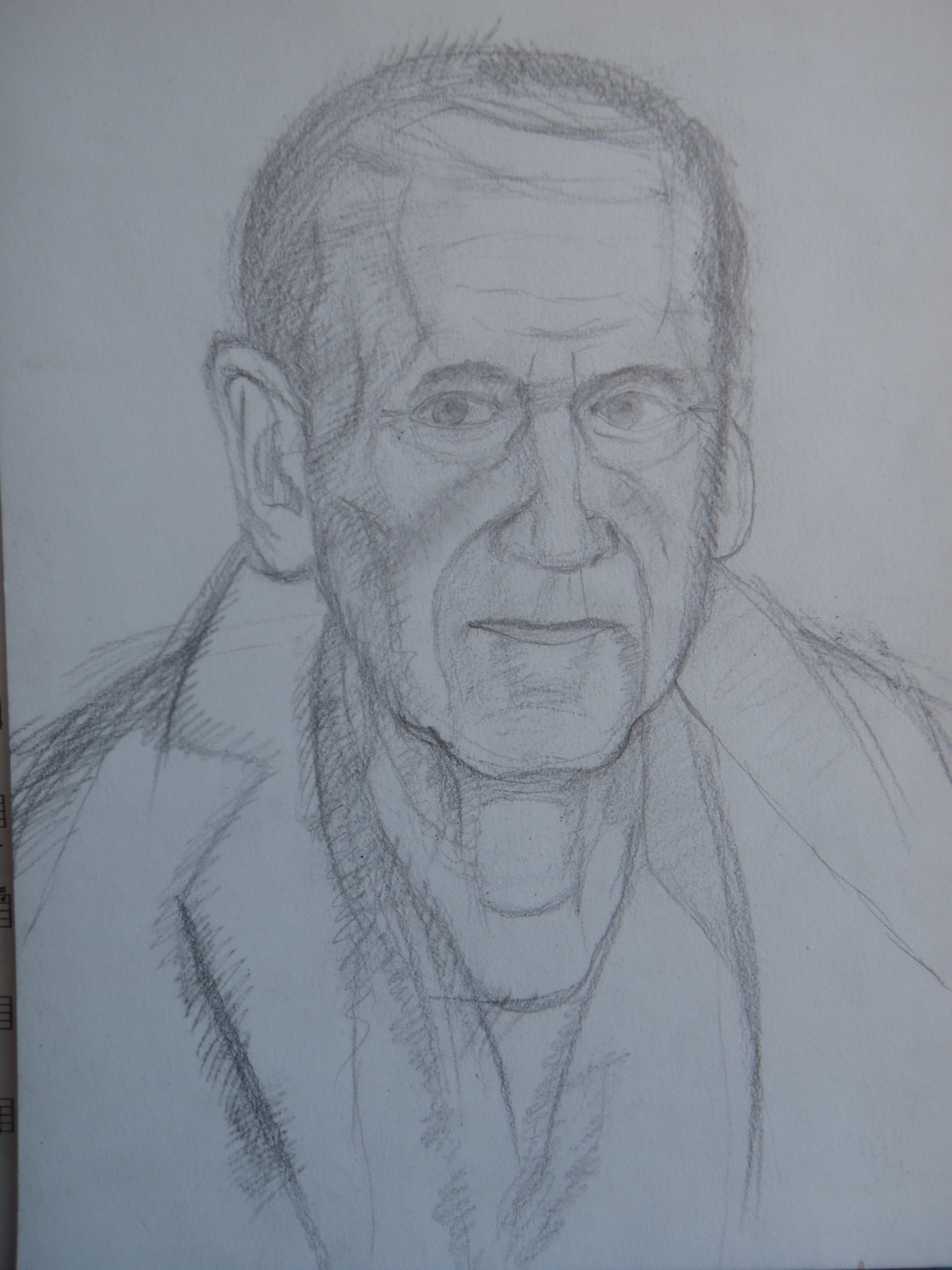
Der Vater: dr. „Ochsenwirts Fritzle“

Hartmut Schmidt (* 21. September 1946 in Bad Mergentheim) ist ein österreichischer Komponist und Bratschist deutscher Herkunft.

## Leben und Wirken
Hartmut Schmidt erhielt zwölfjährig seinen ersten Violin- und Trompetenunterricht und unternahm erste autodidaktische Kompositionsversuche. In den Jahren von 1963 bis 1964 besuchte er die Highschool in New York und Chicago. Nach seiner Rückkehr studierte er von 1964 bis 1977 an der Universität Mozarteum Salzburg Viola bei Joseph Schröcksnadel, Trompete bei Fritz Krammer, Klavier bei Hubertus Böse und Josef Maria Horváth sowie Komposition bei Gerhard Wimberger.
Nachdem er im Jahr 1968 ein Jahr als Bratschist bei den Bad Reichenhaller Philharmonikern tätig war, übte er diesen Beruf von 1969 bis 1972 im Bruckner Orchester Linz und danach bis zum Jahr 2012 als Mitglied des Salzburger Mozarteumorchesters aus. Seit seinem Ruhestand im Jahr 2012 beschäftigt er sich mit Komponieren und dem Verfassen von Büchern. Hartmut Schmidt ist Vorstandsmitglied der Organisation IG Komponisten Salzburg.

„Meine Werke sind sowohl im tonalen als auch im freitonalen Bereich geschrieben. Es gibt keine Verwendung von elektronischen Mitteln als kompositorische Hilfsmittel.“

## Auszeichnungen
- 1980: Kompositionsstipendium der Republik Österreich[2]

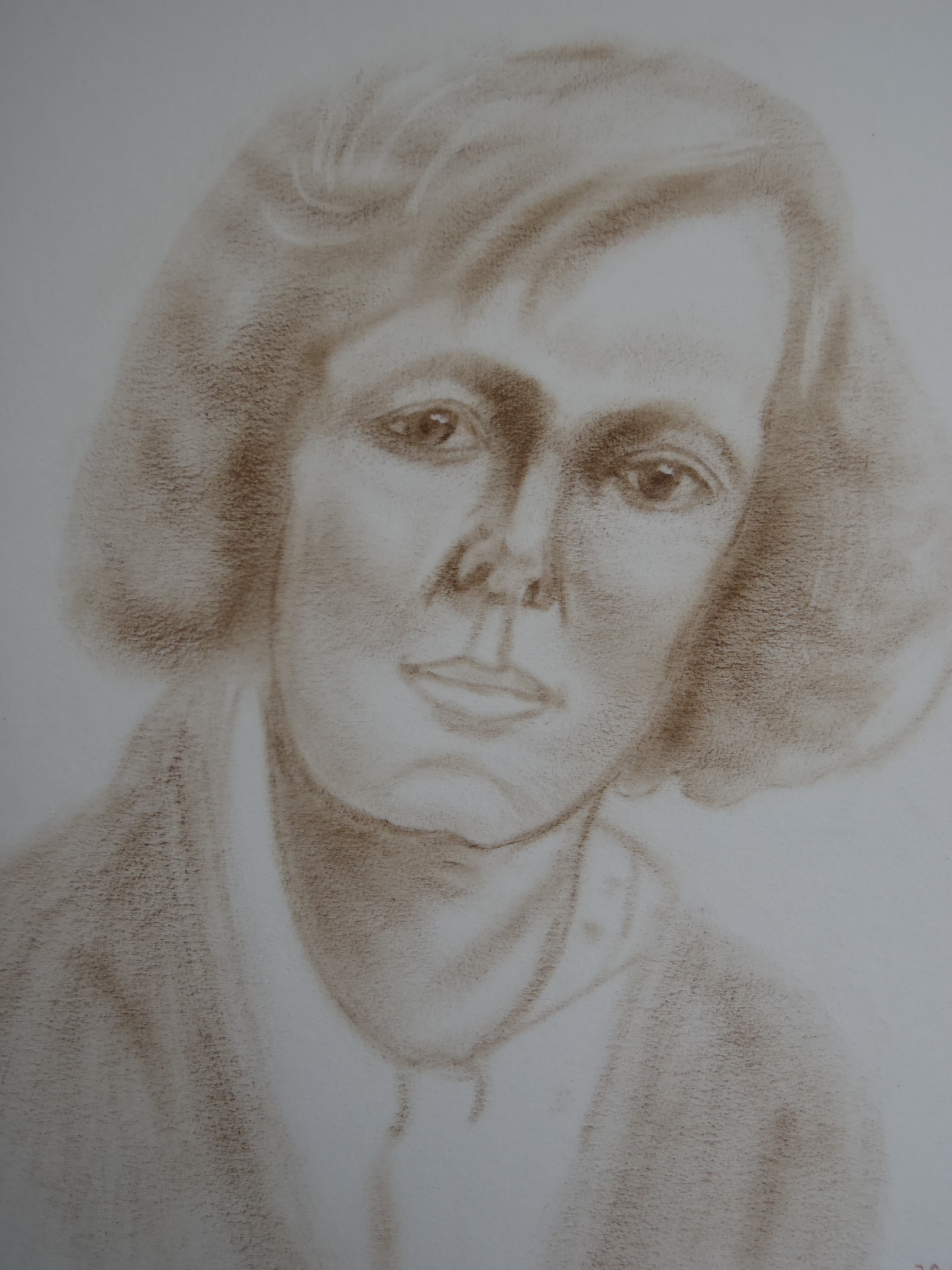
Die Mutter

- Die Mutter1986: Kompositionspreis des Landes Salzburg für „Litanei“[2]
- 1989: 1. Preis des Oberösterreichisch-Salzburgischen Sängerbundes für „Hoch am Berg“[2]
- 1991: Kompositionspreis des Landes Salzburg für „Tegel“[2]
- 2010: Förderungspreis der Landeshauptstadt Salzburg für: „Der Schlehensammler“[2]

## Werkverzeichnis

### Kammermusik
- 1. Streichquartett 1973/74, 3 Sätze
- 4 Stücke für Joseph Schröcksnadel, Besetzung: bis zu 4 Instrumente
- Due notturni per Viola sola (1977), 2 Sätze
- Zyklus: Musik für Gitarre und Saiteninstrumente (17 Stücke)
- Viola-Sola per Veronika (1980)
- „definitiv“ für Posaune Solo (1981)
- Musik für Blasinstrumente und Gitarre Nr. I–IV für Flöte und Gitarre (1983)
- BriMa (1983) Duo für 2 Kontrabässe: 1 Duo für 2 Instrumente (Violine und Vc) und 4 Hände, sowie für 8 Saiten und hoffentlich mehr als 16 Zuhörer
- Yvonnismen – für Violoncello-Solo (1985)
- Pittoresque pour Pierre – für Violoncello-Solo (2007)
- Walzer für Trude (1982) für Streichquartett

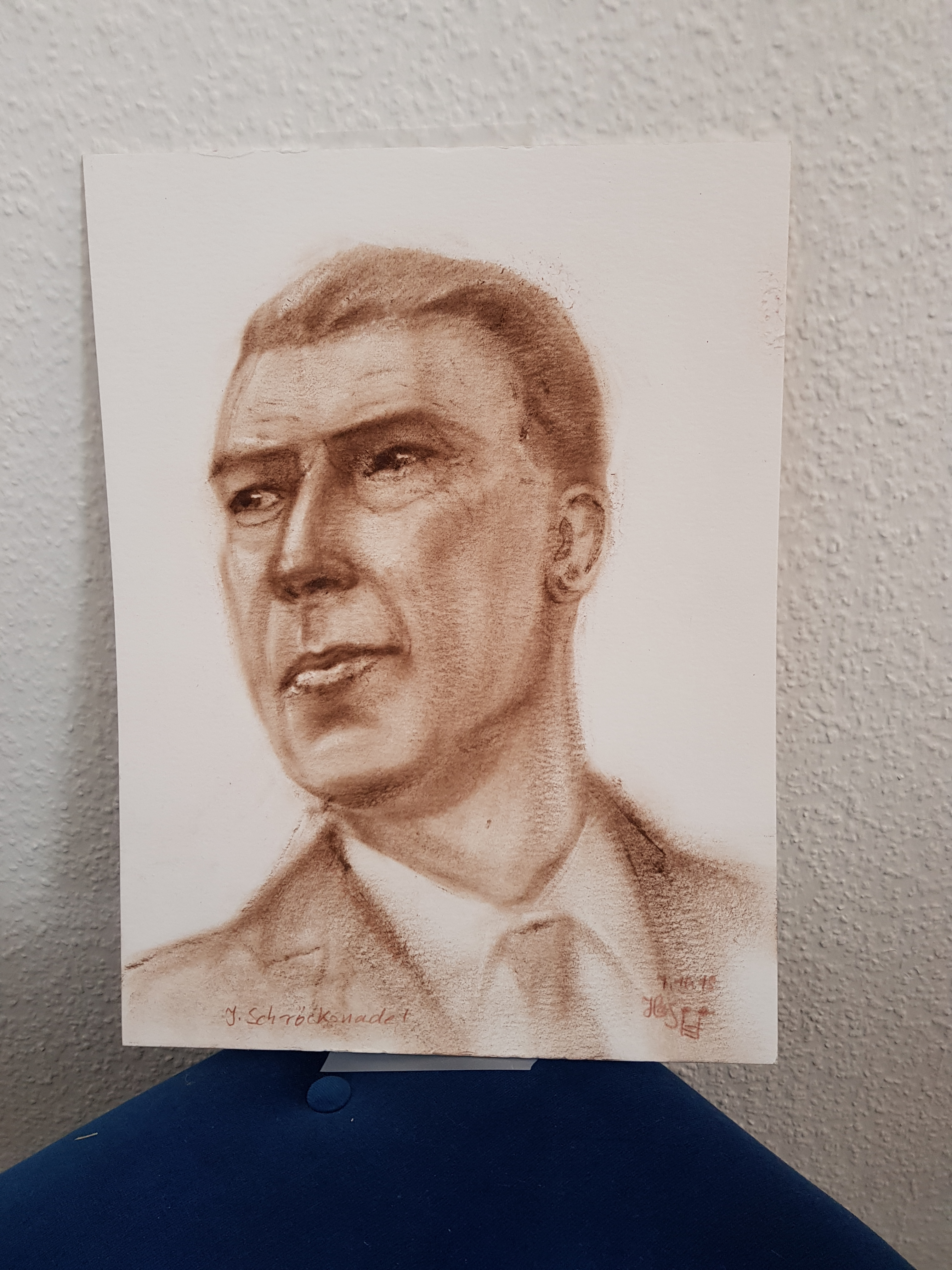
Der Bratschenlehrer Josef Schröcksnadel

- Der Bratschenlehrer Josef SchröcksnadelWalzer für Trude für 4 Kontrabässe (Bearbeitung April 1996)
- Josef, lieber Josef mein......, für 4 Kontrabässe (Bearbeitung April 1996)
- Dance élégante des vigneros, Besetzung: 4 Kontrabässe (Bearbeitung April 1996)
- Dem Kopfkissenbuch der Hofdame Sei Shonagon angefügt: (1988) 10 Kurzgeschichten für Violine-Solo
- Sonate für Trompete oder Oboe und Orgel (1979) 4 Sätze
- 2 Märsche KV 335 von W.A. Mozart sowie das Lied: „Der Tod und das Mädchen“ von Franz Schubert bearbeitet für Streichquartett (1997)
- Freischützduo für Max für Violine und Viola
- Lukas Variationen für zwei Violinen, Entstehung: Ende Jänner 1998 bis 17. Februar 1998
- Quartett für Englischhorn, Akkordeon, Klavier und Violoncello, entstanden 2002
- Werke für Klavier, 7 Klavierstücke für Helmut Scharinger (1976)
- Caprice pour Jeanette (1989)
- Cassation per il Dolcimelo: Für 4 Blockflötenspieler
- Aphorismen nach Kalendertexten von Ingeborg Pacher für Sopr., Klar., Vla., und Vc.
- Miniaturen für Klar., Vla. und Vc.
- Erlkönig, nach dem Lied von Franz Schubert, bearbeitet für Violoncello und Klavier (2015)
- Lieder ohne Worte, Liederzyklus nach Gedichten von Christine Lavant für vier Klarinetten
- 2. Streichquartett entstanden 2002–2003; 4 Sätze
- Streichtrio – The Harrison Trio, 2. Fassung; entstanden März 2021, 4 Sätze

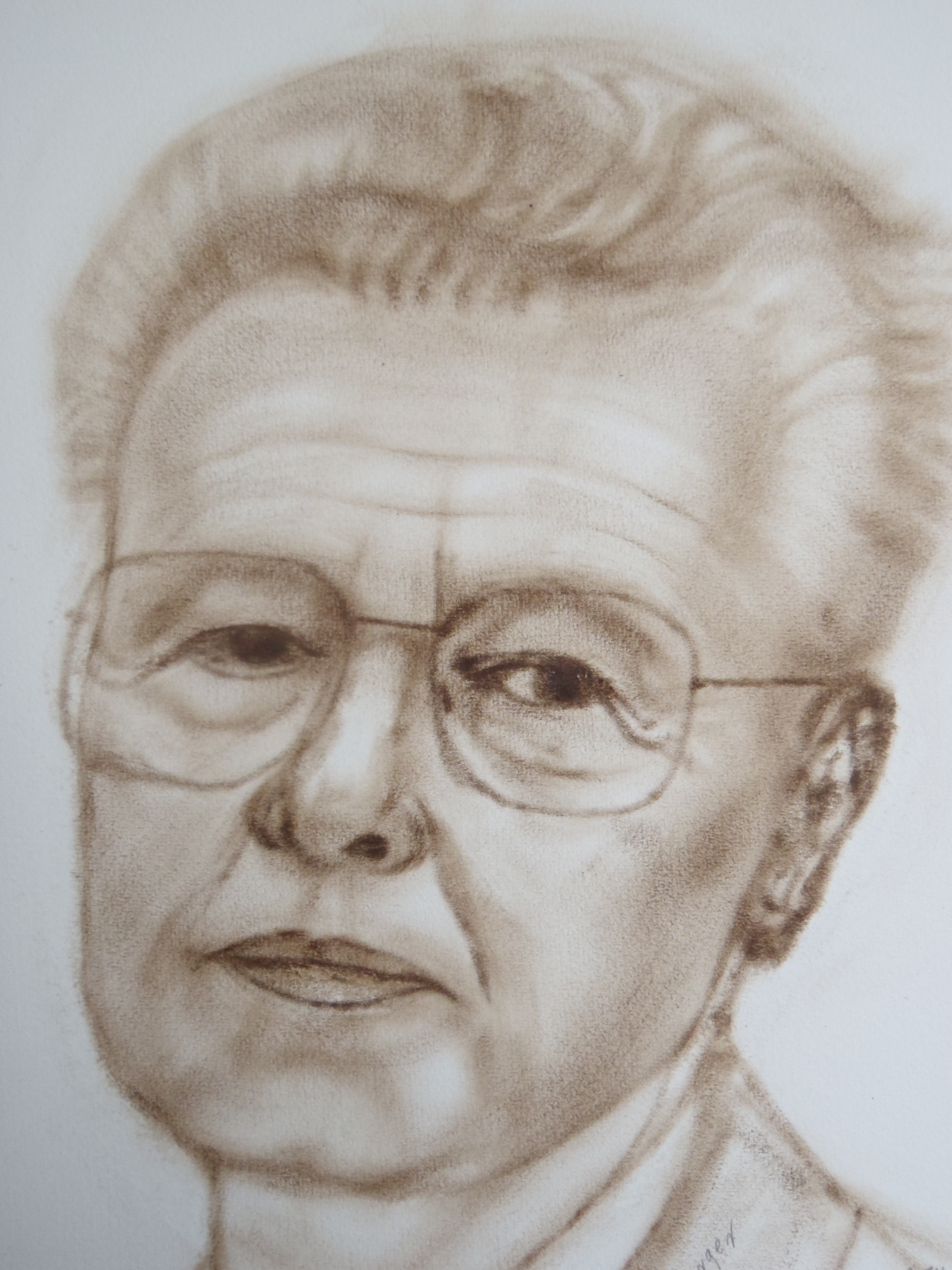
Der Kompositionslehrer Gerhard Wimberger. Zeichnung: Hartmut Schmidt

### Kleinere Besetzungen
- 3 Stücke für Viola und 5 Instrumente (1975/76)
- Das Hohe Lied Salomo’s (1976)
- Gregoriana (1977)
- Produktives – entstanden in ähnlichen Situationen 9 Gesänge nach Texten von Rupert Huber (1978/1979)
- Szene und Song für eine beabsichtigte Oper von Lothar Semper: „Georg’s Geschichte“ (1992)
- Grammaticaglia Chor-Ballett-Einlage für eine beabsichtigte Oper von Lothar Semper
- Georg’s Geschichte (1992) Besetzung: 3 Chorgruppen, Schlagzeug, Tuba, 2 Violen, 2 Violoncelli, Kontrabass,
- Tegel nach dem Gedicht „Nächtliche Stimmen in Tegel“ von Dietrich Bonhoeffer für Sprecher, Chor und variable Besetzung (1991)
- Grütz der Spatz als Papagei für Sprecher und Oktett nach dem gleichnamigen Kinderbuch von Godehard Schramm (1995), Uraufführung Österreichisches Ensemble für Neue Musik, Leitung: Herbert Grassl, Sprecher: Arno Fischbacher
- Fanfarische Ouverture (1995) 3 Trompeten, 3 Posaunen, Tuba, 2 Schlagzeuger
- Schafe, Sterne und anderes für Sprecher, Klavierquartett (und mitwirkende Kinder) nach einem Text von Julian Schutting (1996)
- Johann Michael Sattler-Suite für Sprecher und Orchester, in der Kammermusikfassung für Streichquartett, Oboe/Engl.hrn. und Klarinette
- UKIYO-E Bilder von der fließenden Welt, 2. Fassung für Nonett, Violine, Vla, Vc, Vibraph., Marimbaph. Flöte, Klar. in B, Trompete in B, Tuba, Mai 2020Der hervorragende Kenner der romantischen Musik: Kurt Overhoff Zeichnung: Hartmut Schmidt

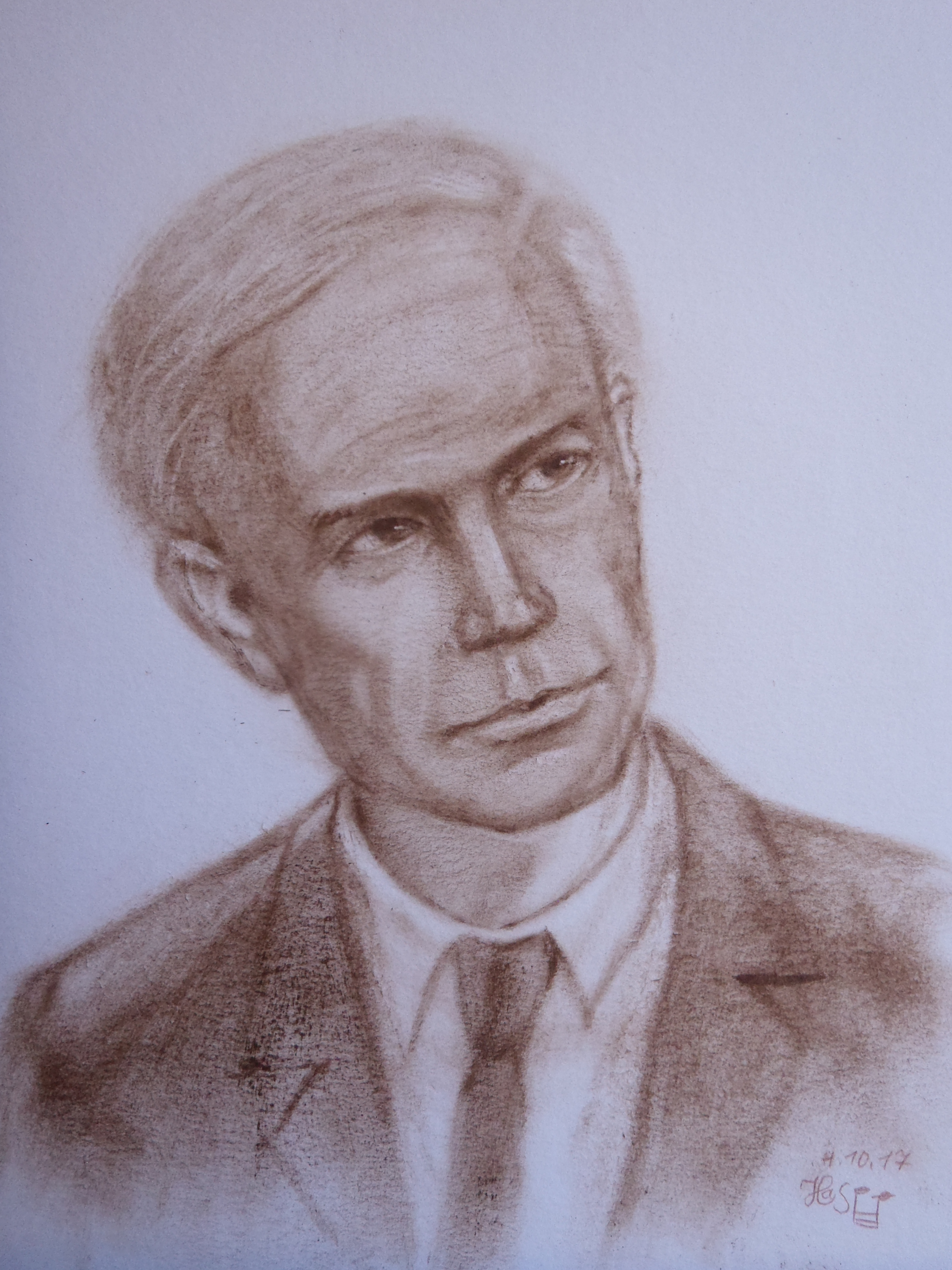
Der hervorragende Kenner der romantischen Musik: Kurt Overhoff Zeichnung: Hartmut Schmidt

### Werke für großes Orchester
- Mountains. Stück für großes Orchester. (1976)
- UKIYO-E – Bilder von der fließenden Welt. (1980)
- Johann Michael Sattler-Suite für Sprecher und Orchester.
- Concerto grosso. (1982; bearbeitet 1991)
- „Postkastengeschichten“ für Sprecher und Orchester. (1992/93)
- Litanei für gemischten Chor und Blasorchester nach Texten von Lothar Semper. (1985)
- Polka Glanicle.

### Konzerte
- Konzert Nr. 1 für Viola und Orchester. (1974), Joseph Schröcksnadel gewidmet
- Musik 1 für Pauken Soli und 4 Schlagzeuger. (1977)
- Konzert für Violine und Orchester. (1983/84)
- Konzert für Kontrabass und Orchester. (1985)
- Konzert Nr. 1 für Alphorn (bzw. Naturhorn) und Orchester. (1996), (Rekonstruktion; Pseudonym: Muethardt von Haltenbergstetten)
- Konzert Nr. 1 für Alphorn (bzw. Naturhorn) und Tasteninstrument, Version für Klavier oder Orgel
- Konzert Nr. 2 für Alphorn (bzw. Naturhorn) und Orchester. (2000)
- Konzert für Baßtuba und Orchester. (1999)
- Konzert Nr. 2 „Antonietta“ für Viola und Orchester. (2005–2006)
- Divertimento für 4 Klarinetten, Schlagzeug und Streicher (2014)

### Kirchenmusikalische Werke
- Messe für Soli, Chor und Streicher. (1971/72)
- Messe für Soli und Orgel oder Gitarre. (1976/77)
- Interludien, Vorspiele und Choralbearbeitungen zu Kirchenliedern

### Lieder
- 5 Lieder nach Worten von Theodor Storm. (1972)
- Acht Lieder nach Gedichten von Friedrich Hölderlin. (1977)
- 3 Lieder von Franz Xaver Gruber; Klaviersatz von Hartmut Schmidt
- „Ärschte Hohenloher Wärrtschaftskandade“ nach Gedichten von Gottlob Haag. (1994)
- 6 Lieder nach Gedichten von Christine Lavant für Mezzosopran und Klavier (2016)

### Chorwerke/Bühnenwerke
- Menippus. Oper in 6 Szenen nach Lukian von Werner Thuswaldner (1980/81)
- Hoch am Berg. für gemischten Chor, nach dem Gedicht von Georg Britting (1988)
- Wettlauf. für Kinderchor und Klavier, nach dem gleichnamigen Gedicht von Joachim Ringelnatz (1994)
- Nur noch kurze Zeit ... (Jesaja 29, 17–19), Motette für gemischten Chor (1994)

### Bearbeitungen
- zahlreich, darunter die Österreichische Bundeshymne und die Salzburger Landeshymne, jeweils für Bläseroktett (1987)
- Große Messe in c-Moll, KV 427 von W. A. Mozart, für Streichquartett (2010)
- Symphonie Nr. 1 in C-Dur von L. v. Beethoven, für Klarinette, (Violine, Flöte) Viola und Violoncello
- Niederstettener Winzertanz – Bearbeitung für Blasmusik- gespielt von den Vorbachtaler Musikantenzum jährlichen traditionellen Niederstettener Winzertanz beim Herbstfest.
- Violinkonzert e-Moll op. 64 von Felix Mendelssohn Bartholdy, für Solovioline, Streichquartett und Kontrabass

### Für Blasorchester
- Josef, lieber Josef mein ... (1987)
- Die Stücke Postkastengeschichten, Grütz der Spatz als Papagei, Tegel und Schafe, Sterne und anderes sind speziell für Kinder und Jugendliche geschrieben.
- Dance joyeuse des ceps für großes Blasorchester

### Autobiografie
- Der Schlehensammler – Von Hohenlohe zur Festspielstadt Salzburg (2010)